# 小田急1600形電車
小田急1600形電車（おだきゅう1600がたでんしゃ）は、かつて東京急行電鉄（大東急）・小田急電鉄が保有していた通勤車両である。
主制御器のメーカー型番から趣味者の間と会社の内部でABF車と呼称されていた。

## 概要
本形式およびそのグループに属する車両は以下の通りである。
クハ601形601→クハ1650形1651
1941年帝國車輛工業製。制御車 (Tc) 。
（クハ601形602→）クハ1650形1652
1941年帝國車輛工業製。制御車 (Tc) 。
クハ601形603→クハ1650形1653
1941年12月東京工業所製。制御車 (Tc) 。
デハ1600形1601 - 1610
1942年10月川崎車輛製。制御電動車 (Mc) 。
クハ1650形1654・1655
1952年11月日本車輌製造製。制御車 (Tc) 。
クハ1650形1656 - 1660
1953年4月東急車輛製造製。制御車 (Tc) 。
クハ1650形1651 - 1653は当初は601形として計画され、小田急電鉄が東京急行電鉄へ合併されて称号改正が行われた時期に導入され、1651・1653は旧番号の601形クハ601・クハ603で、1652は新番号のクハ1650形クハ1652で運行を開始した。
デハ1600形も同じく当初は小田急電鉄の1000形として計画されたが、東京急行電鉄に合併後に新番号の1600形で運行を開始し、戦後になって小田急電鉄が分離した後の1948年からは新宿 - 小田原間の特急列車にも使用された。1952年以降、デハ1600形2両とクハ1650形1両の3両編成を組成するために、その後デハ1600形とクハ1650形各1両による2両編成を組成するためにクハ1650形1654-1660が導入された。
デハ1600形が新造車であるのに対し、クハ1650形はクハ1651-1655が改造車となっており、特に木造客車から台枠を流用したクハ1651-1653は製造当初は他の車両と車体形状も大きく異なっていた。
1950年代に更新修繕を実施したが、車両の大型化のために主電動機を4000形に転用することになり、1968年から1969年にかけて廃車となった。

## 導入の経緯
開業当初の小田急は、初期投資の過大や、昭和初期の不況の影響などによる低調な輸送需要により経営は苦しく、従業員の昇給がなく株式配当も無配の状態が6年続くなどの状況であったが、沿線に軍の施設が設けられたこともあり、1938年頃から輸送量が増加し車両不足を感じるようになった。そのため、1938年に鉄道省からモハ1形（旧デハ33500形）3両電車の払い下げを受けて51形モハ51-53としたり、1941-42年に101・121形のクロスシートのロングシートへの改造を行うなど輸送力の増強に対処したが、車両不足は解消しなかった。
当時車両新造は戦時統制経済の下で規制され、中古車両も車両統制会の管轄下で割当制となっていたため、容易には必要な車両数が確保できない状況であり、まず鉄道省より払い下げを受けた、明治時代に製造された木造客車の台枠を流用した制御車を導入することとなり、201形の制御車の501形、551形に引続く601形のクハ601-603とすることとした。
1941年12月に東京工業所が作業員を派遣して相武台工場の一角で改造されたと考えられるクハ603が、続いて、帝國車輛工業で改造されたクハ601が1942年4月にそれぞれ運行を開始した。これらの2両の台車は、550形クハ564・565がモニ1・2の台車と主電動機を使って電装された際に余剰となったKS-31-Lを使用した。
これに対し、クハ1652（クハ602）は適切な台車がなく使用開始が遅れていたが、1944年2月27日に経堂工場で改造工事中の火災で全焼したデハ1150形デハ1158のKS-30-Lを装備して1944年4月に使用開始となった。使用開始が東京急行電鉄への合併後であったため、当初より合併後の車両番号であるクハ1652であった。
これらの3両は、デハ1600形導入後に使用開始となった1652を含め、当初は在来のHL車（HL制御方式の車両、101-201形）用制御車として使用され、後に制御器をABF用のものに変更し、デハ1600形の制御車として使用された。
クハ1650形3両の導入と並行して、小田急は沿線に軍事施設があったため、10両の電動車の製造割り当てを獲得した。これらは当初、モハ1000形1001-1010として設計認可申請が提出され、1・101・201形などと同様に川崎車輛で製造されたが、日米開戦などの影響による物資不足で完成が大きく遅れて東京急行電鉄への統合後の1942年10月以降1943年春にかけて、デハ1600形デハ1601-1610として竣工した。3扉で窓が大きい軽快なスタイルの車両は、当時の鉄道ファンからは喜ばれた。
1952年11月には木造省電サハ19形サハ19022・19023の戦災復旧名義で日本車輌製造製の制御車であるクハ1650形クハ1654・1655を増備した。復旧名義であるが流用したのはTR11台車のみで、車体はデハ1600形とほぼ同一の仕様で新造した。その後1953年4月には日本車輌製造のクハ1650形1656-1657、東急車輛製造製のクハ1650形1658-1660の計5両を増備し、こちらは台車は国鉄より購入したTR11であったが、車籍上は完全な新造車であった。

## 車両概説

### 車体

#### クハ1650形（1651 - 1653）

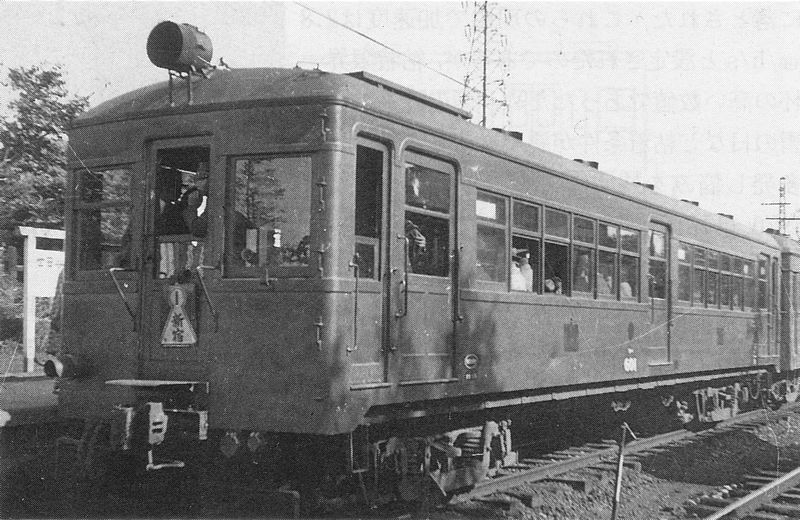
クハ601（クハ1651）1942年ごろ

鉄道省より払い下げられた、明治時代の木造客車の台枠を流用して半鋼製の車体としたものであるため、種車に由来する寸法・構造の相違が一部にあり、台車中心間距離は種車製造当時のヤード・ポンド法がベースとなった寸法で、1651が10566mm(34ft 8in)、1652が11582mm(38ft 0in)、1653が10870mm(35ft 8in)であった。
車体は長さ16150mm、幅2620mm、天井高2355mmで、妻面は中央に貫通扉を設けた3枚窓構成でR6800mmの丸みを帯びており、側面は車体裾が切り上げられて台枠が露出していた。
前後の車端に半室（片隅式）運転台を設けた両運転台で、乗務員扉は当初より車体の左右両側面に設置されていた。側面窓は小田急では初の下段上昇式の2段窓で幅740mm、高さ860mmとなり、窓の上下にウィンドウ・ヘッダーとウィンドウ・シルと呼ばれる補強用の帯材を配置した構造であった。窓扉配置はdD(1)4(1)D5(1)Dd（d：乗務員扉、D：客用扉、数字：窓数、(数字)：戸袋窓数）と両端の客用扉を乗務員扉に隣接させたレイアウトで1000mm幅の片開扉の3扉車で、1651・1653は当初は手動扉、1652は当初よりドアエンジン装備であった。
屋根上にはガーランド式ベンチレーターが左右に2列に配置され、中央部に歩み板が設置されていたほか、新宿方の車端部の台車上部には集電装置設置を想定したと推定される歩み板が設置されていた。
車内内壁は木製ニス塗り、天井は木製白色塗装、床は木製の床油引きで、室内灯は白熱灯で、白色のグローブが天井中央に1列に6基設置されてそれぞれに常用2灯が組込まれていたほか、うち3基には予備1灯も組込まれていた。座席は乗降扉間に長さ5119mmのロングシートを配し、背摺を含む奥行は505mm、1人当たりの座席幅は393mmとなっていた。乗務員室は左側隅部に設置されており、運転席背面・側面は内壁で区切られ、長さは1651・1653が980mm、1652が880mmであった。
また、クハ1652は台枠の状態が良くなかったのか、床下に木造車時代のトラス棒が残存しており、中央扉両側を枕木方向へまたぐ形で補強の鋼材が取り付けられ、両端扉下部は鋼板を多数のリベットで張り付けた状態となっていた。クハ1653には屋根上の乗降扉上部に水切りを設置していた。

#### デハ1600形
俗に「関東型」と呼ばれる、側面窓配置d1D(1)2(1)D3(1)D1dとして窓の天地寸法を大きくとった軽快なデザインの半鋼製車体を備える。このスタイルは帝都電鉄モハ100・200形や近隣では東京横浜電鉄モハ500・510・1000形、南武鉄道モハ150形、鶴見臨港鉄道モハ210形などにみられた戦前関東私鉄の標準スタイルであった。
一方で本形式はデハ1400形の仕様を引継いで前面を貫通型とし、全長が比較的短く、屋根が薄くRが3500mmと大きいものとされたため、コンパクトで均整のとれたスタイルとなった。また、小田急の車両としては初の運用表示幕が、運転席と反対側の前面窓の内上部に設けられ、これは1～・A～の運用番号を表示するものであったが、実際には使用されていない 。
当時は電気溶接の発達で全溶接構造も可能となっていたが、ウィンドウ・シルやウィンドウ・ヘッダーなどを中心に一部にリベット接合も使用され、鋲頭が露出していた。
車体寸法は従来の車両と統一性を持たせたものと考えられており、デハ1400形より長さが50mm短縮され、幅は同一、天井高が135mm拡大されて、車体長15800mm、幅2620mm、天井高2420mmとなっていたほか、前後妻面はR4500mmの曲面となっていた。また、乗降扉は1400形と同じ幅1000mmの片開式で当初より自動扉、正面貫通扉は蝶番が運転台側の内開き式で、側面窓は1400形より幅は115mm、高さは140mm拡大された、幅800mm、高さ950mmの下段上昇式の二段窓であった。
屋根上の小田原側に集電装置台があり、三菱電機製S-514-Cパンタグラフが搭載され、集電装置台以外の部分にはガーランド式ベンチレーターが中央に1列に配置され、その左右に歩み板が設置されていたほか、屋根布押さえの乗務員室扉・乗降扉上部には水切りが設置されていた。
車内内壁は木製ニス塗り、天井は木製白色塗装、床は木製の床油引きで、室内灯は白熱灯で、白色のグローブが天井中央に1列に6基設置されてそれぞれに常用2灯が組込まれていたほか、うち4基には予備1灯も組込まれていた。座席は乗降扉間および車端部の乗務員室後部とその反対側にロングシートを配し、座面の奥行はデハ1400形より25mm拡大されて450mm、背摺を含む奥行は2.5mm縮小されて510mm、1人当たりの座席幅は乗降扉間は450mm、車端部は470mmとなっていた。乗務員室は左側隅部に設置されており、運転席背面・側面は内壁で区切られ、側面には幅520mmの引戸が設置されて客室と区切られていた。
室内の室内灯、吊手棒受、荷棚受、運転士日除などの室内装備品のデザインは統一されたものであった。一方で室内の吊革は竹製、座席袖仕切部の肘掛や乗降扉横の手摺、室内の禁煙表示板などが金属製から木製に変更されたほか、灯火管制に対応して室内には防空灯6基が、前照灯や尾灯には遮光筒が設置されていた。

#### クハ1650形（1654 - 1660）
戦前のデハ1600形の設計を踏襲し、小田原寄りにのみ乗務員室を設置した片運転台車となった。
また、車体長が17m級に延長され、前面の幕板上部が弓形となり、さらに全溶接構造となるなど、基本となったデハ1600形とは一部で構造・寸法・形状が相違する。いずれも窓配置はd1D (1) 2 (1) D3 (1) D2である。
主な変更点は以下の通り。
- 車体長を15800mmから16350mmに、台車中心間距離を10400mmから11150mmに延長、車内は乗降扉間を各60mm、乗降扉と車端部間を各65mm延長[29]。
- 乗降扉幅を1000mmから1100mmに変更[29]。
- 前面の幕板上部が弓形となり、尾灯を前面上部左右に移設。
- 全溶接構造となる[要出典]。
- 正面貫通扉の上左右隅部を丸みを帯びた形状に変更。
- 乗務員室扉の高さを1755mmから1850mmに変更。

1952年日本車輌製造製のクハ1654とクハ1655は半室運転台（残りはパイプで仕切）、狭幅貫通路、1953年東急車輛製造製のクハ1656以降は全室運転台、広幅貫通路である。
これに伴い車端部の座席幅が2035mmから2075mmに変更となったが、後述するデハ1600形の貫通路改造までの間は窓付の仕切板で塞がれていた。また、1656-1660は正面貫通扉の蝶番の位置を運転台と反対側として、開く向きを逆向きとしている。

### 主要機器

#### 制御装置・ブレーキ装置
1400形までの三菱電機製HL単位スイッチ式手動加速制御器から、同じく三菱電機製のABF単位スイッチ式自動加速制御器に変更された。これは主幹制御器を1-4ノッチのいずれかにすることにより、設定された限流値に応じてノッチに応じた段数まで電磁弁で動作する単位スイッチにより自動的に進段するもので、断流器、主制御器、界磁接触器の3箱から構成される。
制動装置も同じく三菱電機製で、デハ1600形はAMM-R、クハ1650形はAMC-R自動空気ブレーキと手ブレーキ装置を装備している。制動弁はデハ1400形までのM-24からM-24-Cに変更となり、三動弁はデハ1600形はデハ1400形などと同じM-2-B、クハ1650形1651-1653はデハ1100形などと同じM-2-Aを使用しているほか、デハ1600形にはDH-25電動空気圧縮機を搭載している。

#### 主電動機
主電動機は1400形までのHL車のMB-146-Aを弱界磁制御対応とした三菱電機MB-146-CFを使用している。駆動装置は歯数比56:27=1:2.07の吊り掛け式で、主電動機とともに以後2100形までのABF車の標準仕様となった。

#### 台車
デハ1600形はデハ1400形の住友鋳鋼場KS-31-Lの基礎ブレーキ装置を直列の両抱式から複列の両抱式へ改良したイコライザー式鋳鋼製台車のKS-33-Lを装備した。
クハ1650形のうち戦前製の1651-1653の3両は、種車が装着していた台車はいずれも明治期の古典的な構造のもので、高速電気鉄道で通勤輸送に使用するには不適であったため、他の車両から流用したKS-30-LおよびKS-31-Lを装備し、戦後製の1654-1660は国鉄より払い下げを受けたイコライザー式鋼材組立式のTR11を装備した。

### クハ1650形（1651-1653）の改造元
601形クハ601の改造元は1902年に鉄道作業局新橋工場で製造された二三等車ホボ2であるホハユ3158、クハ602の改造元は1899年福岡鉄工所製の阪鶴鉄道13号客車に由来するホハニ4204であった。
一方、クハ1652の種車となった車両については諸説ある。帳簿によるとホハユ3152、竣工図ではホハニ4038が旧番号となっており、吉川文夫は種車の台車中心間距離(16813mm)に着目し、種車をホハニ4152と推定している。このホハニ4152は1903年に関西鉄道四日市工場で製造された関西鉄道80号客車で、当初より三等手荷物車として新造された、オープンデッキ構造でダブルルーフの16m級2軸ボギー車であった。

## 沿革

### 小田急電鉄（戦前）
1941年に導入された601形は501・551形とともに201形などのHL車の制御車として使用されていた。
当時の運転は、新宿 - 稲田登戸（現向ヶ丘遊園）間をサバー区間として片側3扉、ロングシートの1形を使用し、新宿 - 小田原・新宿 - 片瀬江ノ島間をインター区間として片側2もしくは3扉、セミクロスシートもしくはロングシートの101-131・151・201・501・551形を使用しており、前者を乙号車、後者を甲号車と呼称していた。また、サバー区間の列車は各駅停車、インター区間の列車のうち、新宿 - 小田原間の直通列車は新宿 - 稲田多摩川間の主要駅と以降小田原までの各駅に、新宿 - 片瀬江ノ島駅間の直通列車は新宿 - 新原町田間の主要駅と以降片瀬江ノ島までの各駅に停車しており、新宿 - 小田原間には定期急行が、新宿 - 片瀬江ノ島駅には不定期急行が運行されていた。なお、1935年6月1日より新宿 - 小田原間無停車で運行されていた週末温泉列車は1941年にはほとんど運行がされなくなり、1942年4月1日改正で運行の設定もされなくなった。

### 東京急行電鉄
1941年に小田原急行電鉄から改称した小田急電鉄が1942年に東京横浜電鉄、京浜電気鉄道に合併して東京急行電鉄となったことに伴い、601形および製造途上の1000形は、それぞれクハ1650形クハ1651-1653、デハ1600形デハ1601-1610に形式・番号を変更した。
デハ1600形の運用は2両編成が多く、1もしくは3両編成での列車もあったが、ほとんどが近郊区間で使用されており、直通列車での運用は少なかった。また、1942年に導入されたクハ1650形クハ1652は当初よりドアエンジンを設置しており、同じく1941年以降順次ドアエンジンを設置していたデハ1350形と編成を組んで使用されていた。運行ダイヤの面では、戦時陸運非常体制が1942年11月より実施され、1943年4月1日より相模鉄道乗入れ中止、同年11月16日より江ノ島線藤沢 - 片瀬江ノ島間の単線化が実施され、さらに同年4月1日より運転時分が伸ばされ、翌1944年11月には急行列車が廃止された。その後1945年6月からは新宿 - 小田原・新宿 - 片瀬江ノ島間直通列車の各駅停車化と電力使用量削減と車両保護のための主制御器の並列段使用禁止・直列段のみでの運転（自動進段の1600形においては2ノッチまでの使用）の実施、運行本数の大幅削減などが実施され、新宿 - 小田原間159分、新宿 -片瀬江ノ島間122分の運転となった 。
しかし、小田原線・江ノ島線では戦災による車両への大きな被害はなく、1600形では空襲による損傷もなく、また1947年8月1日時点では小田原線・江ノ島線においては主電動機取外しや補機不良などの状態不完全車が12両、火災等による特別休車が3両あったが、1600形は全車が稼働状態にあった。
終戦後の1947年9月1日ダイヤ改正では、戦時中よりも若干の所要時間短縮が図られて新宿 - 小田原間132分運転となり、その時点での運用状況は以下の通りであった。
- 新宿 - 小田原：HB車もしくは1600形、McTcMcの3両編成×6運用
- 新宿 - 片瀬江ノ島：HB車もしくは1600形、McTcMcの3両編成×5運用
- 新原町田/大秦野 - 小田原：HB車もしくは1600形、McTcもしくはMcMcの3両編成×4運用
- 新原町田 - 片瀬江ノ島：HB車もしくは1600形、Mc1両×3運用
- 藤沢 - 片瀬江ノ島：デハ1150形、McMcの2両編成×6運用
- 新宿 - 稲田登戸：1800形、McTcの2両編成×6運用
- 新宿 - 成城学園前：デハ1150形もしくはHB車、McMcの2両編成×2運用と、HB車、McTcの2両編成×3両
- 進駐軍専用もしくは予備：デハ1150形、Mc1両×3運用
- 予備：HB車、McTcMcの3両編成

この時期における改造履歴は以下の通り。
- 1945年：デハ1601は1945年4月20日に喜多見駅構内での追突事故により前面を大破した[24]。このため、1946年5月29日の経堂工場の火災により全焼したデハ1350形デハ1356の復旧工事の際に機器を流用して休車となったが、1947年に方向転換して片運転台の制御車代用となり[24]、1948年には機器を復旧して電動車に戻された[43]。
- 1945年：クハ1300形クハ1315の制御回路を改造し、クハ1650形とともにデハ1600形の制御車として使用した[44]。後述の特急にも1回だけ使用され[44]、また、同じく後述の国鉄南武線への貸出[45][46]にも使用されている。なお、その後1949年にデハ1350形の制御車に戻された。
- 時期不明：両運転台であったクハ1650形の運転台のうち、ほとんど使用されていなかった新宿寄の運転室を撤去。なお、乗務員室扉はそのままとされ、室内も座席は設置されなかった。
- 1945年頃：クハ1650形の制御装置を交換し、HL車の制御車から1600形の制御車となった。なお、クハ1650形は片運転台化・乗降扉存置の状態の竣工図においては、クハ1651・1652の台車はKS-30-L、クハ1653の台車はKS-31-Lで、制御装置は3両ともABFであった[18]。
- 時期不明：片運転台化後も残っていたクハ1650形の新宿寄の乗降扉を撤去して他の箇所と同じ側面窓を設置[47]。
- 時期不明：クハ1650形の台車をTR11に交換。なお、クハ1651の台車はTR11となる前に一時KS-31-LからKS-30-Lに交換された[47]。

#### 井の頭線への貸出
1945年5月25日深夜の空襲により、井の頭線の永福町車庫に留置されていた29両中23両が焼失するという壊滅的な被害を受けたことを受け、応援として同年7月から11月にかけて、クハ1651などの車両が代田連絡線を経由して井の頭線に貸し出された。1946年1月1日時点ではデハ1200形3両、デハ1350形3両、クハ1450形3両とともに、クハ1651が井の頭線に配置されていたが、1948年6月1日時点ではデハ1350形のみとなり、その他の車両は戻されている。

#### 南武線との車両交換
1944年に戦時買収により国有化された南武線は、買収後、建築限界・車両限界が小さかったため、引続き旧南武鉄道の電車で運行されていたが、1945年の空襲の被害もあって稼働車両数が減っていたおり、限界の拡大工事が実施されていたが、特に線路上高圧線の鉄塔の建替えなどに手間がかかったため、1947年まで旧省電が使用できず、旧青梅電気鉄道の車両も使用されていた。そこで1947年5月には南武線の限界拡大までの輸送力増強用として東京急行電鉄から南武線に1600形および当時1600形の制御車であったクハ1315を貸出し、同数の旧省電を東京急行電鉄が借入れる旨の協定が成立し、1947年5月に車両の交換が以下の通り行われ、以降車両を入替えながら運用されて同年10-11月に順次返却されている。
- 東京急行電鉄からの貸出
  - デハ1602（6月車両交換）→デハ1603（7月車両交換）→デハ1602（10月返却）
  - デハ1604（6月車両交換）→デハ1605（7月車両交換）→デハ1604（10月返却）
  - デハ1607（10月返却）
  - デハ1608（10月返却）
  - クハ1651（10月返却）
  - クハ1315（10月返却）
- 東京急行電鉄の借入
  - モハ50010（6月車両交換）→モハ60077（11月返却）[注釈 12]
  - モハ50026（10月返却）
  - モハ50123（10月返却）
  - モハ31016（10月返却）
  - クハ65079（10月返却）
  - クハ65142（10月返却）
  - クハ65146（10月返却）

### 小田急電鉄
1948年に小田急電鉄として分離独立したことに伴い1951年1月4日に称号改正が行なわれたが、デハ1600形、クハ1650形は形式はデハ1600形、クハ1650形のままとなり、全車両とも同番号のままとされた。

#### 戦後復興
戦後の復興期の1800形の導入が一段落した頃より、1800形。デハ1600・クハ1650形およびクハ1315、デハ1458、クハ1502について、窓ガラスやシート地などできる限りの整備を施して「復興整備車」の看板を掲げて運用した。
1948年8月29日に国鉄より廃車予定であったサハ25形サハ25011・25053（旧デハ33400系）2両を借り入れ、経堂工場で改造の上でデハ1600形2両の間に1両ずつ連結した3両編成で運行されたが、同年12月28日に返却された。

#### 特急列車の運行
1948年10月から「週末温泉特急」の運転を再開することになり、1800形とともに特急車の候補形式に選ばれ、1948年8月13日に1805-1853の編成で、8月24日に1607-1601（クハ代用）で新宿 - 小田原間100分での試運転を行った。この結果を受けて1600形およびクハ1650形が特急用として使用されることとなり、1948年10月16日土曜日の12時50分新宿発、1607-1651-1602の3両編成での列車から運行が開始され、1601（クハ代用）-1602、1604-1315、1607-1651などがノンストップ特急として使用された。特急として運行する際には中央の扉を閉鎖して補助シートを置き、シートには白のカバーを装着し、車内に灰皿を設置し、前後にヘッドマークをつけた。1948年10月16日時点では土曜日運行0.5往復、休日運行1.5往復が設定され、新宿 - 小田原間100分運転で列車名は設定されておらず、各列車の列車番号、運転日、運転時刻は以下の通り。
| - 下り - 253（休日）：新宿8:00発→小田原9:40着 - 255（土曜日）：新宿12:50発→小田原14:30着 | - 上り - 250（休日）：小田原16:30発→新宿18:10着 - 254（休日）：小田原18:30発→新宿20:10着 |

その後1949年4月1日のダイヤ改正では増発と若干の調整が行われて、3.5往復が設定され、同年7月9日改正では新宿 - 小田原間を90分での運転となった。各列車は以下の通りで、1603を除くデハ1600形、クハ1650形およびクハ1300形1315での運行であった。なお、特急列車はダイヤ改正時に最大運転時の列車を設定し、需要および車両運用に応じて月ごとに運転列車を決定する方式となっていた。
| - 下り - 1：新宿7:00発 - 3：新宿8:00発 - 5：新宿13:40発 | - 上り - 2：小田原15:35発 - 4：小田原16:30発 - 6：小田原18:00発 - 8：小田原18:30発 |

この列車の好評を受けて通勤形車両とともに特急用車両3両2編成が導入されることとなり、1949年に1910形として竣工して同年8月から使用された。なお、当初7月9日からは1900形2両1編成、30日からは同2両2編成が使用され、8月6日・13日から1910形がまず2両編成で、8月20日・9月11日から本来の3両編成で使用されるようになり、デハ1600形とクハ1650形による運用は終了した。

#### 箱根登山鉄道への乗入
1950年8月1日より小田急電鉄車両の箱根登山鉄道鉄道線への乗入れが開始され、当初は特急および急行での1910形、1900形、1600形の2-3両編成が使用されて、通常ダイヤでは特急3往復・急行7往復が乗入れていたほか、箱根登山鉄道保有車の複電圧化改造が間に合わなかったため、箱根湯本 - 小田原間にデハ1600形の単行による列車が運行された。その後1600形4両編成による運転も行われ、1954年には1900形や2100形などの4両編成の乗入れに伴い、箱根板橋、入生田、箱根湯本の各駅のホームが延長された。

#### 1950年代以降
1950年頃からは固定編成的に使用されるようになり、1601-1651-1602、1603-1652-1604、1605-1653-1605、1607- 1608、1609-1610のように組成されて使用された。また、1950年には戦災復旧車の クハ1660形1661が導入され、1952年まで主に1607-1661-1608の編成で使用された。この車両は、1949年1月に下十条で事故廃車となったモハ60050を復旧した車両を、1950年7月に1600形の制御車としたものである。
1951年には、1700形の新造に伴い、デハ1607 - 1610の主電動機と台車をデハ1700形に流用し、代わりに主電動機を国鉄払い下げのMT7・9・10、台車も同様に国鉄払い下げのTR25に交換、歯数比も2.26とされた。1953年から1954年にかけて、デハ1700形の主電動機・台車が新品に交換されたのに伴い、元に戻されている。
1952年11月には、2両編成のまま残っていた編成もMc-Tc-Mcの3両編成として運用することとして、不足する分の制御車としてクハ1650形1654・1655の2両を増備した。これに伴い、1661はクハ1870形1871に形式変更し、1952年11月に導入されたデハ1820形1821と編成を組むようになった。
1953年4月には全車をMc-Tcの2両固定編成とし、2両もしくは2編成を連結した4両編成で使用することとなった。クハ1650形1656-1660の5両を増備してデハ1600形と同両数とし、両形式を同番号のMc-Tcで固定編成化した。これに伴う改造内容は以下の通り。
- デハ1600形1601のパンタグラフを小田原側から新宿側に移設。
- パンタグラフを新宿側に統一するため、デハ1600形1602-1610を方向転換した[注釈 19]。
- デハ1600形の、クハ1650形と連結する小田原側の運転台を廃止して片運転台とし、乗務員室扉を撤去した跡には幅の狭い窓を設け、旧乗務員室部にも座席を設置、貫通扉は内開き扉のままとした。
- デハ1600形に装備されていた運用表示幕を撤去した。
- 上記により、デハ1600形の定員は118人（座席44人）となり、自重は変更なく36.50tであった[66]。
- その後、1954年にはデハ1600形1606-1610をクハにあわせて広幅貫通路に改造し、貫通幌を設置したほか、旧乗務員室扉部の狭幅の側面窓を他の窓と同じ幅のものに変更。

上記の2両固定編成化に伴い、1953年4月20日より急行列車の4両編成での運転が開始されている。その後、同様に1958年には1900形のうち、3両固定編成のものに新造のクハ1950形を加えて2両固定編成に改造したほか、1957年には特急用から通勤用に改造された1700形が4両固定編成となっており、1959年時点でのABF車（1500-2100形）の運用は4両編成の1700形×3運用、1900・2100形×3運用、1600形×5運用、1900形×2運用の計13運用、2両編成の1900形×7運用で、4両＋2両の6両編成での運行も行われていた。
1958年より東急車輛製造で更新改造が開始され、正面窓のHゴム支持化、側面窓のアルミサッシ化、客用扉のプレスドア化、尾灯の窓上設置、室内デコラ張り化、室内灯の蛍光灯化、肘掛けのパイプ化、電動発電機 (MG) ・空気圧縮機 (CP) をクハに移設、狭幅貫通路の車両は広幅貫通路化、半室運転台の車両は全室運転台化などがなされた。また、奇数の編成がデハを新宿向きに、偶数の編成が小田原向きになるように向きが揃えられ、1601 - 1651と1602 - 1652が番号の振り替えを行っている。この更新時に、クハ1651 - 1653は車体を東急車輛製造で新造し、他のクハ1650形と同様の形態となり、余剰となった旧車体は上田丸子電鉄へ売却された（後述）。
改造内容は以下の通り。
- 各車共通
  - 車号が偶数の編成を方向転換して、奇数の編成はデハが新宿向き、偶数の編成は小田原向きとし、1601-1651と1602-1652は番号を振り替えた。
  - 正面窓をHゴム支持化（車掌台側は上昇式の開閉窓）、尾灯を前面窓上左右へ移設。
  - 乗降扉をプレス加工の鋼板製のものに交換するとともに、ドア開時の引残りを廃止。
  - 屋根上のベンチレーターをガーランド式から押込式に変更。
  - 電動発電機・空気圧縮機をデハ1600形からクハ1650形へ移設。
  - 、連結面側の連結器を柴田式自動連結器から日鋼式小型密着自動連結器に交換し、連結面長を250mmに、デハ1600形の全長を16460mmに、クハ1650形の全長を16350mmに変更。
- デハ1600形
  - 室内内装を薄緑色のアルミデコラ張り化、座席袖仕切を木製からパイプに、室内灯を直流蛍光灯に変更、座席奥行きを変更。
  - 側面窓の窓枠をアルミサッシ化。
  - 半室運転室を全室運転室に改造。正面貫通扉を交換し、蝶番の位置を運転台から車掌台側として開く向きを変更[72]。
  - 狭幅貫通路のままであったデハ1600形1601-1605の 貫通路を広幅貫通路化し、貫通幌を設置。狭幅のままであったデハ1600形1601-1605の旧乗務員室扉部の側面窓を他の窓と同じ幅のものに変更[73]。
  - 屋根全周に金属製の雨樋を設置。
  - 上記により、定員は115人（座席46人）となり、自重は変更なく36.50tであった[73]。
- クハ1600形1651-1653
  - 車体を東急車輛製造で新造し、他のクハ1650形と同様の形態とした。なお、余剰となった旧車体は上田丸子電鉄へ売却された（後述）。
- クハ1650形1654-1655
  - 室内内装を薄緑色のアルミデコラ張り化、室内灯を直流蛍光灯に変更。
  - 側面窓の窓枠をアルミサッシ化。
  - 半室運転室を全室運転室に改造。正面貫通扉を交換し、蝶番の位置を運転台から車掌台側として開く向きを変更。
  - 貫通路を広幅貫通路化し、貫通幌を設置。
- クハ1650形1656-1660
  - 側面窓の窓枠を木製のまま銀色に塗装、1658のみアルミサッシ化。
  - 室内内装の塗装変更。

この後しばらくは1600形の4両編成での運用が主体であったが、その後1900形の4両固定編成化に伴い、6両編成の増結用車両として使用されることも多くなった。また、当時は2両単位で車両検査が行われていたため、変則的な編成として4両編成の1900形を2両に分割したものと1600形の2両編成を連結した4両編成で運行されることもあった。その後、OM-ATSが1968年に新宿 - 向ヶ丘遊園間で、翌1969年から全線で使用されるようになり、車上装置の搭載対象外となった1600形1900形2両編成の間に連結してデハ1900-デハ1600-クハ1650-クハ1950の4両編成で運用されることもあった。
その後も時代に合わせた改造が実施されており、更新改造以降の改造履歴は以下の通り。
- 1959年：クハ1651は、中日本重工製短腕式軸梁式台車であるMD-5の枕ばねを空気ばねに、軸箱支持方法をペデスタル式にそれぞれ改造した[77]試作空気ばね台車のMD-5Aを試用した。もととなったMD-5台車はクハ1950形クハ1958・1960が1958年まで[78]使用していたものである[79]。
- 1961年以降：正面貫通扉に電照式行先表示器を設置、室内天井へ扇風機を設置、電気連結器を変更[50]。正面窓上左右の標識灯を通過表示灯（白）と尾灯（赤）兼用のものに交換、車内放送装置を設置[80]。
- 1963年以降：外部塗色を黄色と青の2色塗りに変更することになり、デハ1602 (2代)-クハ1652 (2代)の編成から塗装変更を開始[74]。
- 1964年以降：編成内の連結器を棒連結器に交換、クハ1650形のTR11台車の軸受を平軸受からころ軸受に改造[80]。
- 時期不明：パンタグラフをS-514-CからPT-42に交換[50]。
- 時期不明：乗降扉下部にホーム戸の隙間を埋めるステップを追加[81]。

#### 廃車
1600-2100形のABF車はMT同数編成での運転性能と、定員の少ない中型車体のために運転性能上支障が多くなり、その中でまず1600形がOM-ATSの設置対象外となって1200形、1400形とともに主電動機を新しく製造される大型通勤車両である4000形に提供することになり、1968年から1969年までに1658を除く全車両が、1658は1976年に廃車となった。主電動機は4000形のうち1969年製の4018×3から1970年製の4022×3までの5編成に使用されたほか、電動空気圧縮機もDH-25が流用された。これにより1600形の2M2Tの4両編成で自重130-133.6t、定員468人が、4000形では2M1Tの3両編成で自重101.98t、定員450人となり、同等の定員で大幅な軽量化が図られた。各車の廃車年は以下の通り。
- 1968年
  - デハ1600形：1601 (2代)-1603、1605、1607、1609
  - クハ1650形：1651 (2代)-1653、1655、1657、1659
- 1969年
  - デハ1600形：1604、1606、1608、1610
  - クハ1650形：1654、1656、1660
- 1976年
  - クハ1650形：1658

クハ1658はこの時には廃車とはならず、1970年に振子式の試験車として住友金属工業FS080台車に交換され、CLG-319電動発電機と空気溜めを追加、貫通路は一部を塞いだ上で幅600mmの開き戸が設置されたたほか、方向転換されている。塗装はロイヤルブルーの1色塗りとなり、同年11-12月に高速試験を、その後1971年春まで各種試験を実施し、その後は相模大野工場に保管されて1976年に廃車となった。

## 譲渡
| 近江鉄道モハ200形モハ201 |  | 上田丸子電鉄モハ5370形モハ5372 |
| 近江鉄道モハ200形モハ201 |  | 上田丸子電鉄モハ5370形モハ5372 |

主電動機などの電装品の一部を4000形製造時に転用したため、クハ1650形と更新前のクハ1650形の旧車体、それにデハ1600形の車体および台車が数社に譲渡された。

### 関東鉄道
関東鉄道にはクハ1650形1651 (2代)-1656・1660の7両が譲渡され、常総線で制御車のキクハ1形および付随車のキサハ65形のキクハ2-4、キサハ67、キクハ1、キサハ66-65として1969年〜1973年に順次運用を開始した。入線にあたってはキクハ1形およびキサハ65形キサハ66が、関東鉄道水海道工場で、キサハ65形キサハ65・67が西武建設所沢車輌工場（後の西武鉄道所沢車輌工場）で改造を実施し、TC-2などの液体変速機を備える総括制御対応気動車の制御に必要な信号線の引通しが実施され、キクハ3は取手向き、キクハ1-2・4が下館向きであった。これらの車両は、主に元キハ5000・5100形であるキハ751・753形と連結するという、小田急在籍当時には見られなかった編成で使用された。1983年から1984年にかけて、同社キハ0形の増備により廃車となった。

### 岳南鉄道
岳南鉄道（現岳南電車）にはデハ1600形1604・1606-1608、クハ1650形1659の5両が譲渡され、1969-72年にかけてモハ1601・1602・1108、クハ2601・2106として順次運用を開始した。その後1976年にモハ1601・1602はモハ1602 (2代)・1603に改番されていたが、1981年の5000系への車両置き換えで全車が廃車となった。なお、廃車後もクハ2601が岳南富士岡で、モハ1602・クハ2106が比奈で倉庫として残存していたが、比奈の倉庫は2011年に解体された。

### 三岐鉄道
三岐鉄道にはデハ1600形1605を西武建設所沢車輌工場で改造して新製扱いとした1両が譲渡され、1970年6月からモハ140として使用された。導入に当たって両運転台化された一方、台車、主制御装置はそのままであった。1980年に近江鉄道に譲渡されてモハ205形モハ205となった。

### 近江鉄道
近江鉄道へはデハ1600形1602-1603・1609-1610、クハ1650形1657の5両が譲渡され、後に三岐鉄道から1両が転入しモハ200形・クハ1200形・モハ203形・モハ205形となった。いずれも車体のみの譲渡で、車籍上では既存車両の改造名義や、西武建設所沢車輌工場での新製扱いであった。
モハ200形モハ201-202は1967年に東京急行電鉄よりデハ3150形を譲受した車輌であったが、これを1970年にデハ1600形1609・1603の車体を使用して更新したものである。また、モハ203形モハ203は同じく東京急行電鉄から東急サハ3100形3101を1967年に譲受したサハ100形101を1972年にデハ1600形1610の車体や手持ち部品を使用して更新するとともに電装して形式・車番を変更したものであった。一方クハ1200形1201・1202はクハ1650形1657およびデハ1600形1602の車体などを西武建設所沢車輌工場で改造して1970年の新製扱いとしたものであった。
モハ205形モハ205は1980年に三岐鉄道からモハ140を譲受したものであるが、1983年には新造した車体などを使用して制御車化されてクハ1500形クハ1506となり、一方でもとの車両は無形式・無番号で存置された後、1987年にモユニ10を更新して旅客車とする際に使用されてモハ203形モハ205となった。
その後、モハ203形203・205は台枠を流用して1992・91年に220形モハ222・221となり、モハ200形、クハ1200形は車両置換で1991年に廃車となったが、220形モハ223-226の新製に際して台枠が流用されたと推測されている。

### 上田丸子電鉄
戦前製クハ1650形1651-1653の旧車体のうち2両分(改造時に撮影された複数の古写真から見ると、台枠・車体の形状から1651と1653と考えられる)が、上田丸子電鉄の木造電車であったモハ5360形5362・5363を鋼体化改造する際に使用され、同時に形式・番号が変更されてモハ5370形5371・5372となった。譲渡に際し、扉位置の変更や、側面裾部分の延長が行なわれた。1986年10月の架線電圧の1500Vへの昇圧に伴い廃車となった。

### その他
デハ1601の車体は、東京都清瀬市の円福寺に譲渡され、付属の「しゃら幼稚園」で図書室「たけのこ文庫」として利用されたが、付属幼稚園が1991年に閉園となり、また車体も老朽化したため同年解体された。なお、円福寺では小田急に引取りを打診したが、会社としては引き取れないとの回答があった。

## 車両一覧
- 東急デハ1601→小田急デハ1601→小田急デハ1602 (2代)→近江クハ1202
- 東急デハ1602→小田急デハ1602→小田急デハ1601 (2代)→円福寺「たけのこ文庫」
- 東急デハ1603→小田急デハ1603→近江モハ202
- 東急デハ1604→小田急デハ1604→岳南モハ1601
- 東急デハ1605→小田急デハ1605→三岐モハ140→近江モハ205
- 東急デハ1606→小田急デハ1606→岳南モハ1602
- 東急デハ1607→小田急デハ1607→岳南モハ1108
- 東急デハ1608→小田急デハ1608→岳南クハ2601
- 東急デハ1609→小田急デハ1609→近江モハ201
- 東急デハ1610→小田急デハ1610→近江モハ203
- 小田急クハ601→東急クハ1651→小田急クハ1651→小田急クハ1652 (2代)→関鉄キクハ3
- （小田急クハ602→）東急クハ1652→小田急クハ1652→小田急クハ1651 (2代)→関鉄キクハ2
- 小田急クハ603→東急クハ1653→小田急クハ1653→関鉄キクハ4
- 小田急クハ1654→関鉄キサハ67
- 小田急クハ1655→関鉄キクハ1
- 小田急クハ1656→関鉄キサハ66
- 小田急クハ1657→近江クハ1201
- 小田急クハ1658
- 小田急クハ1659→岳南クハ2106
- 小田急クハ1660→関鉄キサハ65